# 낙건정
낙건정은 충청북도 청주시 흥덕구에 있다. 2015년 4월 17일 청주시의 향토유적 제78호로 지정되었다.
조선후기 송시열 등이 세운 약정의 터에 박준학 등 난국계에서 1926년 중수한 정자이다.